# 福島縣知事列表
福島縣知事列表，包括福島縣的歷代知事。

## 官選知事
| 代 | 姓名       | 就任             | 退任             | 出身     |
| -- | ---------- | ---------------- | ---------------- | -------- |
| 1  | 清岡公張   | 明治2年7月20日   | 明治5年1月20日   | 高知縣   |
| 2  | 宮原積     | 明治5年1月20日   | 明治5年6月2日    | 鳥取縣   |
| 3  | 安場保和   | 明治5年6月2日    | 明治8年12月27日  | 熊本縣   |
| 4  | 山吉盛典   | 明治8年12月27日  | 明治15年1月25日  | 山形縣   |
| 5  | 三島通庸   | 明治15年1月25日  | 明治17年11月21日 | 鹿兒島縣 |
| 6  | 赤司欽一   | 明治17年11月21日 | 明治19年7月19日  | 長崎縣   |
| 7  | 折田平內   | 明治19年7月19日  | 明治21年10月19日 | 鹿兒島縣 |
| 8  | 山田信道   | 明治21年10月19日 | 明治24年6月15日  | 熊本縣   |
| 9  | 渡邊清     | 明治24年6月15日  | 明治25年8月20日  | 長崎縣   |
| 10 | 日下義雄   | 明治25年8月20日  | 明治28年7月16日  | 福島縣   |
| 11 | 原保太郎   | 明治28年7月16日  | 明治29年4月7日   | 京都府   |
| 12 | 小倉信近   | 明治29年4月7日   | 明治29年12月26日 | 山形縣   |
| 13 | 秋山恕鄉   | 明治29年12月26日 | 明治30年4月7日   | 愛知縣   |
| 14 | 安樂兼道   | 明治30年4月7日   | 明治31年4月14日  | 鹿兒島縣 |
| 15 | 山田春三   | 明治31年4月14日  | 明治33年10月25日 | 山口縣   |
| 16 | 有田義資   | 明治33年10月25日 | 明治39年7月28日  | 三重縣   |
| 17 | 西岡定太郎 | 明治39年7月28日  | 明治41年6月12日  | 兵庫縣   |
| 18 | 西澤正太郎 | 明治41年6月12日  | 明治43年2月12日  | 長野縣   |
| 19 | 西久保弘道 | 明治43年2月12日  | 大正2年6月1日    | 佐賀縣   |
| 20 | 太田政弘   | 大正2年6月1日    | 大正4年4月1日    | 山形縣   |
| 21 | 堀口助治   | 大正4年4月1日    | 大正5年4月28日   | 宮崎縣   |
| 22 | 川崎卓吉   | 大正5年4月28日   | 大正8年6月28日   | 廣島縣   |
| 23 | 宮田光雄   | 大正8年6月28日   | 大正11年6月14日  | 三重縣   |
| 24 | 馬渡俊雄   | 大正11年6月14日  | 大正11年10月16日 | 東京府   |
| 25 | 岩田衛     | 大正11年10月16日 | 大正12年10月25日 | 熊本縣   |
| 26 | 香坂昌康   | 大正12年10月25日 | 大正14年9月16日  | 山形縣   |
| 27 | 川淵洽馬   | 大正14年9月16日  | 昭和2年5月17日   | 高知縣   |
| 28 | 伊東喜八郎 | 昭和2年5月17日   | 昭和3年5月25日   | 大分縣   |
| 29 | 加勢清雄   | 昭和3年5月25日   | 昭和4年7月5日    | 山形縣   |
| 30 | 小柳牧衛   | 昭和4年7月5日    | 昭和6年4月15日   | 新潟縣   |
| 31 | 川崎末五郎 | 昭和6年4月15日   | 昭和6年12月18日  | 京都府   |
| 32 | 村井八郎   | 昭和6年12月18日  | 昭和7年6月28日   | 福島縣   |
| 33 | 赤木朝治   | 昭和7年6月28日   | 昭和8年7月21日   | 岡山縣   |
| 34 | 畑山四男美 | 昭和8年7月21日   | 昭和9年10月26日  | 高知縣   |
| 35 | 伊藤武彦   | 昭和9年10月26日  | 昭和12年7月7日   | 岐阜縣   |
| 36 | 君島清吉   | 昭和12年7月7日   | 昭和14年9月5日   | 栃木縣   |
| 37 | 橋本清吉   | 昭和14年9月5日   | 昭和15年12月23日 | 三重縣   |
| 38 | 江邊清夫   | 昭和15年12月23日 | 昭和17年7月7日   | 山形縣   |
| 39 | 荒木義夫   | 昭和17年7月7日   | 昭和18年7月1日   | 兵庫縣   |
| 40 | 龜山孝一   | 昭和18年7月1日   | 昭和19年4月18日  | 岡山縣   |
| 41 | 石井政一   | 昭和19年4月18日  | 昭和20年10月27日 | 奈良縣   |
| 42 | 增田甲子七 | 昭和20年10月27日 | 昭和21年4月25日  | 長野縣   |
| 43 | 石原幹市郎 | 昭和21年4月25日  | 昭和22年3月14日  | 岡山縣   |
| 44 | 阿賀正美   | 昭和22年3月14日  | 昭和22年4月12日  | 佐賀縣   |

## 公選知事
| 代 | 公選代  | 姓名       | 就任           | 退任           | 出身   | 期、備注 |
| -- | ------- | ---------- | -------------- | -------------- | ------ | -------- |
| 45 | 1       | 石原幹市郎 | 1947年4月12日  | 1949年11月30日 | 岡山縣 | 1期      |
| 46 | 2（2）  | 大竹作摩   | 1950年1月28日  | 1954年1月27日  | 福島縣 | 1期      |
| 47 | 3       | 大竹作摩   | 1954年1月28日  | 1957年7月25日  | 福島縣 | 2期      |
| 48 | 4（3）  | 佐藤善一郎 | 1957年8月25日  | 1961年8月24日  | 福島縣 | 1期      |
| 49 | 5       | 佐藤善一郎 | 1961年8月25日  | 1964年3月23日  | 福島縣 | 2期      |
| 50 | 6（4）  | 木村守江   | 1964年5月16日  | 1968年5月15日  | 福島縣 | 1期      |
| 51 | 7       | 木村守江   | 1968年5月16日  | 1972年5月15日  | 福島縣 | 2期      |
| 52 | 8       | 木村守江   | 1972年5月16日  | 1976年5月15日  | 福島縣 | 3期      |
| 53 | 9       | 木村守江   | 1976年5月16日  | 1976年8月11日  | 福島縣 | 4期      |
| 54 | 10（5） | 松平勇雄   | 1976年9月19日  | 1980年9月18日  | 福島縣 | 1期      |
| 55 | 11      | 松平勇雄   | 1980年9月19日  | 1984年9月18日  | 福島縣 | 2期      |
| 56 | 12      | 松平勇雄   | 1984年9月19日  | 1988年9月18日  | 福島縣 | 3期      |
| 57 | 13（6） | 佐藤榮佐久 | 1988年9月19日  | 1992年9月18日  | 福島縣 | 1期      |
| 58 | 14      | 佐藤榮佐久 | 1992年9月19日  | 1996年9月18日  | 福島縣 | 2期      |
| 59 | 15      | 佐藤榮佐久 | 1996年9月19日  | 2000年9月18日  | 福島縣 | 3期      |
| 60 | 16      | 佐藤榮佐久 | 2000年9月19日  | 2004年9月18日  | 福島縣 | 4期      |
| 61 | 17      | 佐藤榮佐久 | 2004年9月19日  | 2006年9月28日  | 福島縣 | 5期      |
| 62 | 18（7） | 佐藤雄平   | 2006年11月12日 | 2010年11月11日 | 福島縣 | 1期      |
| 63 | 19      | 佐藤雄平   | 2010年11月12日 | 2014年11月11日 | 福島縣 | 2期      |
| 64 | 20（8） | 内堀雅雄   | 2014年11月12日 | 2018年11月11日 | 長野縣 | 1期      |
| 65 | 21      | 内堀雅雄   | 2018年11月12日 | 2022年11月11日 | 長野縣 | 2期      |
| 66 | 22      | 内堀雅雄   | 2022年11月12日 | 2026年11月11日 | 長野縣 | 3期      |